# Brachypogon pruinosus
Brachypogon pruinosus är en tvåvingeart som först beskrevs av Wirth 1952.  Brachypogon pruinosus ingår i släktet Brachypogon och familjen svidknott. Inga underarter finns listade i Catalogue of Life.